# Per Nyström (limnolog)
Per Nyström, född 1960, är en svensk limnolog (filosofie doktor) som varit verksam vid Lunds universitet. Han disputerade 1999 i Lund på en avhandling om bottenlevande populationer av sötvattenkräftor. Nyström har varit docent vid Lunds universitet och efter det verksam vid Naturvårdsverket.